# Rupert Lowe
Rupert James Graham Lowe (31 oktober 1957, Oxford, Oxfordshire, Engeland) is een Brits politicus en zakenman die sinds 2024 lid is van het parlement (MP) is voor Great Yarmouth . Hij werd gekozen namens Reform UK maar is sinds 7 maart 2025 onafhankelijk lid. Sinds 2023 is hij woordvoerder namens zijn partij op landbouw en financiën. Van 2019 tot 2020 was hij lid van het Europees Parlement (MEP) voor Reform (toen nog 'Brexit Party') voor het district West Midlands.
Lowe was tussen 1996 en 2006 en tussen 2008 en 2009 voorzitter van Southampton Football Club.

## Biografie
Lowe werd geboren op 31 oktober 1957 in Oxford. Hij volgde zijn opleiding aan het Radley College en vervolgens aan de Universiteit van Reading. In de jaren 1980 werkte hij in Londen voor bedrijven als Morgan Grenfell, Deutsche Bank en Barings Bank. Hij was tevens bestuurslid van de London International Financial Futures Exchange. Hij richtte midden jaren 1990 Secure Retirements op, een beursgenoteerde aanbieder van verzorgingshuizen, samen met Andrew Cowen, later vicevoorzitter van Southampton FC.

## Voetbalcarrière

### Southampton Football Club
Halverwege de jaren negentig wilde het bestuur van Southampton FC de club naar de London Stock Exchange brengen. Daarom probeerden ze een omgekeerde overname uit te voeren om kosten te besparen. Ze moesten een bedrijf vinden dat al naar de beurs was gegaan en dat overnemen, terwijl ze zelf ook werden overgenomen. Lowe's Secure Retirements, werd als kandidaat genoemd. Nadat de deal rond was werd de stichting hernoemd tot Southampton Leisure Holdings PLC en werd Lowe voorzitter van de voetbalclub.
In de zomer van 1997 vertrok manager Graeme Souness na één seizoen, evenals directeur en manager Lawrie McMenemy. Voor veel fans en de lokale pers was dit een schok. Zij beschouwden McMenemy als 'Mr. Southampton'. Hij was eerder al manager van de club van 1973 tot 1985, waarmee hij de club in 1976 naar succes in de FA Cup loodste en in 1984 tweede werd in de competitie. 
Lowe begeleidde de verhuizing van de club van het voormalige stadion naar het huidige St Mary's Stadium met 32.000 zitplaatsen, dat in 2001 werd geopend. De club bleef een lang bestaand beleid voeren om spelers voor hoge prijzen aan clubs te verkopen. Spelers als Dean Richards en Kevin Davies werden voor £8 miljoen verkocht aan Tottenham Hotspur en Blackburn Rovers voor £7 miljoen Britse Pond.
Onder zijn leiding wist Southampton FC hun Premier League- status tot het midden van de 21e eeuw te behouden, hoewel ze sinds het begin van de jaren negentig regelmatig in degradatiestrijd verwikkeld waren en zelden in de bovenste helft van de ranglijst eindigden.
Zijn aangestelde clubmanagers werden echter als twijfelachtig beschouwd, aangezien er tijdens zijn ambtstermijn acht managers waren. Dave Jones werd in januari 2000 gedwongen om op te stappen vanwege een strafrechtelijk onderzoek, maar werd later vrijgesproken van alle aanklachten. Jones werd opgevolgd door Glenn Hoddle, die iets meer dan een jaar later vertrok om zich bij Tottenham Hotspur te voegen. Lowe stelde vervolgens een talentvolle coach aan, Stuart Gray, maar Gray werd snel vervangen door Gordon Strachan na een slechte start van het seizoen 2001-2002. Strachan loodste Southampton FC naar een veilige elfde plaats.
In 2003 bereikte Southampton FC de finale van de FA Cup en kwalificeerden zich voor het eerst in bijna 20 jaar voor de UEFA Cup. Ze eindigden ook op de achtste plaats in de competitie, hun hoogste klassering in tien jaar. Gordon Strachan nam in maart 2004 ontslag en Lowe en het bestuur besloten hem voor het einde van het seizoen te vervangen door Paul Sturrock. Sturrock verliet de club na zes maanden met ‘wederzijds goedvinden ’. Er werd beweerd dat Lowe probeerde zich te bemoeien met de selectie van het team nadat hij de voormalige hoofdcoach van het Engelse nationale rugbyteam, Sir Clive Woodward, had geraadpleegd, die op dat moment werd benaderd over een mogelijke rol bij de club.
Lowe benoemde Harry Redknapp in december 2004 tot manager. Redknapp was twee weken eerder gestopt als manager van Southamptons rivaal Portsmouth. Southampton degradeerde in 2005 en Lowe benoemde in juli 2005 Clive Woodward tot technisch directeur. Redknapp trad in december 2005 alweer af als manager en keerde terug naar zijn voormalige club Portsmouth.
In 2005 won Lowe een smaadzaak tegen The Times met betrekking tot een column van sportjournalist Martin Samuel. Hierin beweerde hij dat Lowe Jones 'slecht' had behandeld nadat die was geschorst nadat hij was beschuldigd van kindermishandeling, waarvan hij later werd vrijgesproken. Lowe kreeg £250.000, dat hij vervolgens aan een goed doel schonk.
Op 30 juni 2006 nam Lowe ontslag onder grote druk van de supporters van de club, waaronder de nieuw opgerichte Saints Trust, nadat de club er niet in was geslaagd om terug te promoveren naar de Premier League. Michael Wilde, een nieuwe investeerder in Southampton Leisure Holdings PLC, leidde een nieuw team van directeuren bij de overname van de club. Southampton FC werd in de play-offs voor het kampioenschap van 2006-2007 verslagen en slaagden er het seizoen erna niet in om promotie te bewerkstelligen.
In juli 2008 keerde Lowe terug als voorzitter van Southampton Leisure Holdings plc. Tijdens de algemene vergadering van aandeelhouders op 23 december 2008 kreeg hij meerdere verzoeken om af te treden van voormalig voorzitter Leon Crouch en van fans en aandeelhouders. Ook gooide fan Richard Chorley dertig zilverstukken naar hem toe, waarna hij uit de bijeenkomst werd gezet. Na Lowes terugkeer vonden er protesten plaats tegen zijn rol bij de club. 
Op 2 april 2009 werd Southampton Leisure Holdings PLC onder curatele gesteld, wat resulteerde in het aftreden van Lowe uit de raad van bestuur. De club degradeerde kort daarna naar de League One, maar bereikte onder de nieuwe eigenaren slechts drie jaar later de Premier League. 

### Garforth Town
In december 2012 kocht Lowe Garforth Town van de Northern Premier League, samen met de franchise-operatie van Socatots & Brazilian Soccer Schools, die opnieuw samenwerkte met Simon Clifford, die in 2005 als coach van Southampton had gewerkt. Lowe verliet de club in januari 2015. 

### Voetbalbond
Lowe was lid van het bestuur van de Football Association als vertegenwoordiger van de Premier League en als raadslid van de FA en lid van het FA Cup-comité.

## Politieke carrière
Lowe stelde zich kandidaat voor de Referendum Party voor het kiesdistrict The Cotswolds tijdens de algemene verkiezingen van 1997 maar won niet. Hij won een zetel voor de Brexit Party in het kiesdistrict West Midlands bij de verkiezingen voor het Europees Parlement in 2019. In 2020 ontkende hij de wetenschappelijke consensus over door de mens veroorzaakte klimaatverandering in het Europees Parlement, en noemde het een "sekte" die "doorgaat zonder definitief bewijs om de feitelijke juistheid van de beweringen [van klimaatwetenschappers] te ondersteunen of te ontkennen". 
In maart 2023 keerde Lowe terug naar de politiek als woordvoerder van Reform UK voor het bedrijfsleven en de landbouw. Hij deed mee aan de tussentijdse verkiezingen in Kingswood in 2024 en eindigde op de derde plaats. Hij haalde meer dan 10% van de stemmen en behaalde daarmee het beste tussentijdse verkiezingsresultaat ooit voor Reform. Dit werd later op dezelfde dag nog overtroffen door Ben Habib's 13% van de stemmen bij de tussentijdse verkiezingen in Wellingborough. 

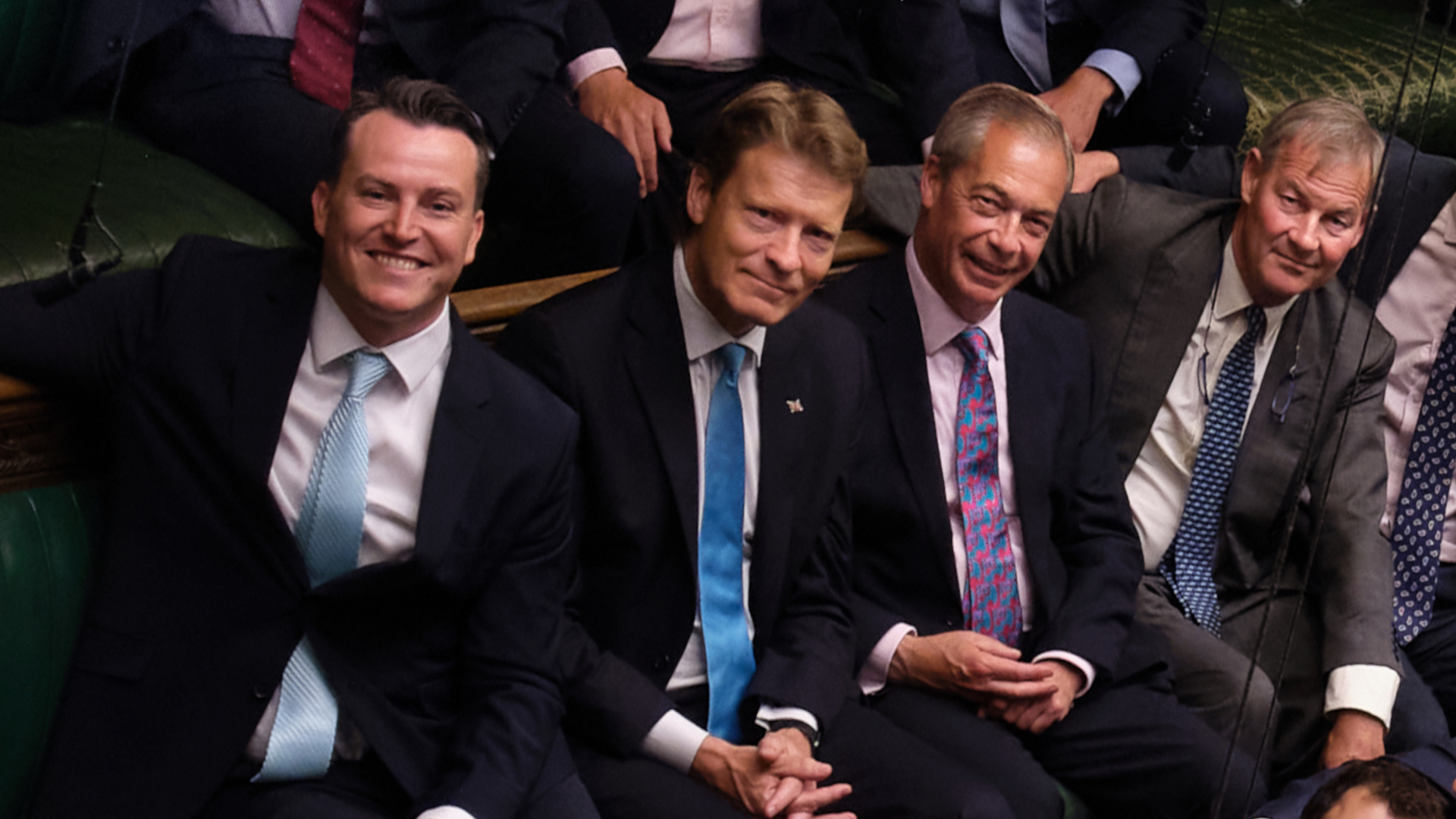
Lowe met Reform UK parlementsleden Nigel Farage (eerste van rechts), Richard Tice (midden) en James McMurdock (links) in 2024

Bij de algemene verkiezingen van juli 2024 stelde hij zich kandidaat voor het kiesdistrict Great Yarmouth  en won, met 35,3% van de stemmen. Na zijn verkiezing stelde hij een lijst op van scholen in zijn kiesdistrict waarvan hij beweerde dat leraren tijdens de verkiezingscampagne een vooroordeel tegen Reform UK hadden, en zei dat hij met schooldirecteuren zou vergaderen om de beschuldigingen te bespreken. Hij beloofde ook om zijn parlementslidsalaris elke maand aan een ander lokaal goed doel te doneren. 
Lowe beschouwt Oliver Cromwell als zijn held, omdat hij “een geweldige kerel, een geweldige leider was – hij kwam op voor waar hij in geloofde”.
In januari 2025 riep de Amerikaanse miljardair Elon Musk, die Reform UK had gesteund, Nigel Farage op om af te treden als leider, waarna hij Lowe prees en in hem een nieuwe leider zag.   Lowe bedankte Musk, maar herhaalde zijn steun voor Farage.  Het meningsverschil tussen Musk en Farage ontstond doordat Musk de gevangen extreemrechtse activist Tommy Robinson steunde, die Farage had afgewezen. Lowe zei dat Robinson erkenning zou moeten krijgen voor het "ontmaskeren van deze kinderverkrachtingsbendes", maar noemde hem "niet geschikt voor Reform".
In januari 2025 stemde Lowe samen met alle andere Britse parlementsleden voor hervormingen om het wetsvoorstel over het welzijn van kinderen en scholen te blokkeren met een motie die opriep tot een nieuw nationaal onderzoek naar 'grooming gangs'. Het wetsvoorstel werd verworpen met 364 stemmen voor en 111 stemmen tegen, een meerderheid van 253 tegen het amendement.  
Op 6 maart 2025 bekritiseerde Lowe in een interview met de Daily Mail het bestuur van Reform UK als "een protestpartij geleid door de Messias", en suggereerde dat hij de partij zou verlaten als er niets zou veranderen. Ook zei hij dat het te vroeg was om te zeggen of Nigel Farage een goede premier zou kunnen zijn. Farage betwistte Lowes kritiek op zichzelf en Reform UK en suggereerde vervolgens dat Lowes opmerkingen werden ingegeven door een verlangen om zelf premier te worden.
Op 7 maart 2025 werd tegen Lowe door het bestuur van Reform UK bij de politie aangifte gedaan nadat de voorzitter, Zia Yusuf, beweerde dat Lowe tegen hem drie maanden eerder, in december 2024 en in februari 2025, verbale bedreigingen had geuit. Ook maakte Reform UK bekend dat tegen Lowe een intern onderzoek werd gericht naar aanleiding van beschuldigingen van pesten tegen parlementaire medewerkers. Reform UK zei dat Lowe had geweigerd mee te werken aan het onderzoek, terwijl Lowe zelf beweerde dat de verklaring van Reform UK werd gepubliceerd voordat er zelfs maar een onderzoek was begonnen. Lowe werd dezelfde dag door fractievoorzitter Lee Anderson geschorst en uit de fractie gezet. 
Lowe ontkende alle beschuldigingen tegen hem en noemde ze lasterlijk. Hij beweerde dat er kwaadwillige briefings tegen hem waren georganiseerd door hoge figuren in het bestuur en dat die aan journalisten zouden beweren dat hij dementie had. Hij beweerde ook dat zowel zijn verwijdering uit Reform UK als het onderzoek naar zijn vermeende gedrag een reactie waren op zijn kritiek op Farage als leider van de partij. Sinds 7 maart zit Lowe als zelfstandig parlementslid in het lagerhuis. 

## Persoonlijk leven
Rupert Lowe is multimiljonair.  Hij is getrouwd met Nicky Lowe en ze hebben vier kinderen.
Lowe is eigenaar van Ravenswell Farm in Withington, nabij Cheltenham in Gloucestershire. De activiteiten van renpaardentrainer Fergal O'Brien vinden plaats op zijn boerderij.

## Latere carrière
In februari 2018 was Lowe een van de mensen die een niet bekendgemaakte schadevergoeding ontving van Mirror Group Newspapers als onderdeel van het telefoonhackschandaal.
Lowe werd in 2018 benoemd tot directeur van Rutherford Health plc en in 2017 tot directeur van Digme Fitness.